# Joan Mompart
Joan Mompart, né le 10 avril 1973 à Lausanne de parents d'origine catalane, est un acteur, metteur en scène et directeur de théâtre suisse.

## Carrière
Joan Mompart est un comédien et metteur en scène suisse, fondateur et directeur de la compagnie Llum Teatre, à Genève.
Depuis juillet 2021, il est également directeur du théâtre Am Stram Gram,.

## Théâtre (comédien)
- 1993 : L’Éveil du Printemps, rôle de Jeannot Rilow, Mise en scène de Gérard Diggelmann, CPO de Lausanne
- 1994 : La Rixe, rôle d'Henri, mise en scène de Fabrice Gorgerat, Jours Tranquilles Cie
- 1994 : Familles, je vous hais...me, rôle de Joan, mise en scène d'Ahmed Madani
- 1995 : Othello, rôle de Bianca et Montano, mise en scène d'Omar Porras, Comédie de Genève
- 1995 : La Visite de la Vieille Dame, rôle du proviseur, mise en scène d'Omar Porras et tournée
- 1995 : La Maladie de la Mort, rôle de "Lui", mise en scène d'Olivier Zuchuat
- 1996 : Escurial, rôle du Moine, mise en scène d'Olivier Zuchuat, La Grange de Dorigny, Lausanne
- 1996 : Hommage à F.G. Lorca, rôle de Lorca, Chorégraphie de Bernardo Mendez, Métropole Lausanne
- 1997 : Strip-tease, rôle de Monsieur 1, mise en scène d'Omar Porras, Théâtre de Saint Gervais – Genève
- 1998 : Woyzeck, rôle de Woyzeck, mise en scène de Serge Martin, Serge Martin Cie
- 1999 : Noces de Sang, rôle du Fiancé, mise en scène d'Omar Porras, Théâtre de la Ville, Paris
- 1999 : Les 81 minutes de Mlle A, mise en scène de Fabrice Gorgerat, Théâtre des Amandiers, Nanterre
- 2000 : Bakkantes, rôle du Coryphée, mise en scène d'Omar Porras, Théâtre de la Ville, Paris
- 2001-2002 : Ay Quixote !, rôle de Quixote, mise en scène d'Omar Porras, Théâtre de la Ville, Paris[6]
- 2003 : L’Histoire du Soldat, rôle du Soldat, mise en scène d'Omar Porras, Am Stram Gram et tournée
- 2004 : Matso, mise en scène de Thierry Bédard, Festival Œil du Cyclone, CDN Réunion
- 2004 : L’improbable vérité du monde mise en scène d'Ahmed Madani, CDN Réunion
- 2005 : La Phobie du Caméléon, mise en scène de Pierre Pradinas, CDN Réunion
- 2005 : Dom Juan, rôle de Sganarelle, mise en scène d'Omar Porras, Théâtre de la Ville puis tournée
- 2005 : De l’étranger(s), mise en scène de Thierry Bedard, scène nationale d'Annecy
- 2005 : Tout à coup Tatous !, rôle du jaguar, mise en scène de Martine Brodard, Am Stram Gram Genève
- 2006 : Le Petit Tailleur, direction : Antoine Marguier, Compagnie Rossignol
- 2007 : Les Gloutons, mise en scène de Robert Bouvier, Cie Théâtre du Passage
- 2007 : Les Fables de la Fontaine, avec l'Orchestre de la Suisse Romande, direction : P. Béran
- 2007 : Le Rossignol, Cie Rossignol
- 2008 : Le Jeu de l'amour et du hasard, rôle de Dorante, mise en scène de Jean Liermier, Théâtre de Carouge
- 2008 : L'Enfer de Dante, rôle de Dante, mise en scène de Pierre Pradinas, CDN Limoges-Théâtre de l'Union
- 2009 : La Reine des Neiges (concert, direction : Antoine Marguier), Cie Rossignol
- 2009 : L'Histoire de Babar, avec l'Orchestre de Chambre de Genève, direction : P. Béran
- 2009 : Le Soldat (concert, direction : Antoine Marguier), Cie Rossignol
- 2010 : T&T de Stefano Gervasoni, Am Stram Gram
- 2010 : L'École des femmes, rôle d'Horace, mise en scène de Jean Liermier, Théâtre de Carouge
- 2010 : Messiaen & Debussy, Am Stram Gram
- 2011 : Piccolo & Saxo, avec l'Orchestre de la Suisse Romande
- 2011 : Monsieur chasse, rôle de Moricet, mise en scène de Robert Sandoz, Théâtre de Carouge
- 2011 : Le Baron de Münchhausen, Cie Rossignol
- 2012 : Le Combat ordinaire, rôle de Marco, mise en scène de Robert Sandoz
- 2012 : Art, rôle de Serge, mise en scène d'Elidan Arzoni, Théâtre Alchimic, Genève
- 2013 : Les Mains sales, rôle d'Hugo, mise en scène de Philippe Sireuil
- 2014 : Et il n'en restera aucun, rôle du Dr Armstrong, mise en scène de Robert Sandoz, Théâtre de Carouge
- 2015 : L’Histoire du Soldat, mise en scène d'Omar Porras, Am Stram Gram
- 2017 : Le Bal des Voleurs, rôle de Gustave, mise en scène de Robert Sandoz, Théâtre de Carouge Genève
- 2017 : Figaro-ci, figaro-là!, concert pour récitant à l'opéra Grand théâtre de Genève
- 2018 : Le Mariage de Figaro de Beaumarchais, rôle de Figaro, Comédie de Genève
- 2018 : Songe d'une Nuit d'Eté d'après Shakespeare, rôle d'Obéron, Théâtre de l'Orangerie Genève et tournée
- 2019 : Je suis invisible d'après le Songe d'une Nuit d'Eté de Shakespeare, mise en scène de Dan Jemmett, rôles : Puck/Démétrius/Snout, Théâtre de Carouge Genève et tournée
- 2019 : Le Dragon D'Or, mise en scène de Robert Sandoz, rôles : jeune homme/serveuse/cigale, Cie l'Outil de la Ressemblance

## Mise en scène, direction d'acteurs et collaboration artistique
- 1996 : Hommage à F.G. Lorca, Métropole Lausanne Création
- 1996 : Clowns, Fugues de Dijon (festival étudiant)
- 2003 : Le Roi Lear, Comédie de Valence (collaboration artistique)
- 2004 : Je suis revenu du supermarché..., Bonlieu Annecy (assistance à la mise en scène)
- 2004 : Papa m'a suicidé, Istambul Cie (direction d’acteurs)
- 2005 : 17 millions de tombes, CDOI Mayotte (direction d'acteurs)
- 2007 : Architruc, Théâtre royal de Namur (direction d'acteurs)
- 2010 : La Reine des neiges de Domenico Carli d'après Andersen, Petit Théâtre, Lausanne
- 2013 : On ne paie pas, on ne paie pas !, de Dario Fo, Comédie de Genève[7]
- 2014 : Ventrosoleil de Douna Loup, Am Stram Gram Genève[8]
- 2015 : Münchhausen ? de Fabrice Melquiot, Am Stram Gram[9]
- 2015 : Intendance de Rémi De Vos, École Serge Martin, Genève[10]
- 2015 : Mon chien Dieu de Douna Loup, mise en lecture à Textes en Scène, Lausanne
- 2016 : L'opéra de quat'sous de Bertolt Brecht, Comédie de Genève[11]
- 2017 : Mon Chien-Dieu de Douna Loup, mise en scène, Petit Théâtre, Arsenic, Théâtre Am Stram Gram[12]
- 2017 : Génome Odyssée de Dominique Ziegler (spectacle déambulatoire), mise en scène, MEG - Musée d’ethnographie de Genève et Musée de l’Homme à Paris[13]
- 2017 : Moule Robert de Martin Bellemare, mise en scène, Poche/Gve (sloop)
- 2018 : Le Mariage de Figaro de Beaumarchais, mise en scène, Comédie de Genève[14]
- 2018 : Extase au Musée de Lara Khattabi (spectacle déambulatoire), mise en scène, MEG - Musée d’ethnographie de Genève
- 2019 : Songe d'une Nuit d'Eté d'après Shakespeare, mise en scène, Théâtre de l'Orangerie Genève et tournée[15],[16]
- 2020 : Je préférerais mieux pas de Rémi De Vos, mise en scène, Théâtre du Loup Genève et tournée[17]
- 2021 : D'eux de Rémi De Vos, mise en scène, à la Fondation Martin Bodmer, prod. Théâtre Le Crève-Cœur[18]
- 2022 : Colibri d'Elisa Shua Dusapin, mise en scène, prod. Théâtre Am Stram Gram, Orchestre de la Suisse Romande[19]
- 2022 : OZ de Robert Sandoz, idée originale J. Mompart, mise en scène, prod. Théâtre Am Stram Gram. Production duThéâtre Am Stram Gram – Genève en coproduction avec Le Petit Théâtre de Lausanne[20],[21]

## Cinéma
- 2000 : Aquarium de Sébastien Dubugnon
- 2007 : Trash de Matthieu Turi
- 2008 : Lo mas importante de la vida es no haber muerto de M. Recuenco
- 2008 : Le Feuillu de R. Cayuela
- 2009 : Le Jeu de l'Amour et du Hasard d'Elena Hazanov
- 2010 : Paradoxes (de bords) de Pascal Merz
- 2010 : Durieux de M. Frison
- 2012 : Populaire de Régis Roinsard

## Télévision
- 2010 : En direct de notre passé de Noël Tortajada (série Télévision Suisse Romande)
- 2011 : La guerre des Romands de Hatman (unitaire Flair Prod / Télévision Suisse Romande)
- 2013 : À livre ouvert de Stéphanie Chuat et Véronique Reymond (Télévision Suisse Romande)
- 2015 : Anomalia de Pierre Monnard (Télévision Suisse Romande)
- 2018 : Double vie de Bruno Deville (Télévision Suisse Romande)
- 2019 : Bulle de Anne Deluz (Télévision Suisse Romande)
- 2020 : La Chance de ta Vie de Chris Niemeyer (Idip Films & Télévision Suisse Romande)